# Giancarlo Maldonado
Giancarlo Gregorio Maldonado Marrero (Caracas, 29 juni 1982) is een voetballer uit Venezuela, die speelt als aanvaller. Hij komt sinds 2016 uit voor de Venezolaanse club Atlético Venezuela na eerder onder meer gevoetbald te hebben in Uruguay, Spanje, Verenigde Staten en Mexico. Hij is de zoon van oud-voetballer Carlos Maldonado (1963) en is vernoemd naar de Italiaanse middenvelder Giancarlo Antognoni, die in 1982 met zijn vaderland de wereldtitel won in Spanje.

## Interlandcarrière
Onder leiding van bondscoach Richard Páez maakte Maldonado als invaller zijn debuut voor het Venezolaans voetbalelftal op 20 augustus 2003 in de vriendschappelijke wedstrijd tegen Haïti (3-2) in Maracaibo. Hij nam tweemaal met zijn vaderland deel aan de strijd om de Copa América: 2007 en 2011. Maldonado, bijgenaamd Gian en El Capo, speelde in totaal 64 interlands en scoorde 22 keer voor Venezuela.